# Arapaho (Oklahoma)
Arapaho és un town i la seu del comtat de Custer, Oklahoma, Estats Units. En el cens del 2020 tenia 668 habitants. El town es troba al llarg de la ruta nord-americana 183 i rep el nom de la tribu nativa americana dels arapahos.

## Història
La Legislatura Territorial d'Oklahoma aprovà la incorporació el 2 de març de 1905 (Council Bill núm. 80). El jutjat del comtat s'havia perdut en un incendi el 1896 i no fou restituït fins al 1935, construït amb fons de l'Administració d'Obres Públiques. Fou ampliat el 1985.

## Geografia física
Arapaho es troba al llarg de la ruta nord-americana 183, al nord de Clinton. Segons l'Oficina del Cens el town té una superfície de 0.7 milles quadrades (1.8 km2).
La mitjana de temperatures anuals és de 8,8 - 23,2ºC. El mes més càlid és l'agost (21,3 - 36,2 ºC) i el més fred gener (-4,4 - 9,5ºC). La precipitació mitjana anual és de 770 mm, amb dos màxims a maig (120 mm) i setembre (94 mm).

## Demografia
En el cens del 2010 hi havia 796 persones resultant una densitat de població de 1,067.4 habitants per milla quadrada (412.1/km2). Hi havia 289 habitatges amb una densitat mitjana de 426 per milles quadrades (164/km2). El perfil racial del town era d'un 87,03% de blancs, un 1,20% d'afroamericans, un 5,88% denatius americans, un 1,07% d'asiàtics, un 2,41% d'altres races i un 2,41% de dues o més races. Els hispans o llatins de qualsevol raça representaven el 5,61% de la població.
Hi havia 265 llars, en el 41,9% de les quals hi vivien menors de 18 anys, el 60,0% eren parelles casades que vivien juntes, el 12,1% tenien una dona cap de família sense marit present i el 22,3% no eren famílies. El 21,1% de totes les llars eren ocupades per una sola persona i l'11,7% d'aquestes era una persona de 65 anys o més. La mida mitjana de les llars era de 2,66 persones, augmentant a 3,07 persones en el cas d'habitatges ocupats per famílies.
Al town la població es repartia en les següents classes etàries: un 29,1% menors de 18 anys, un 7,9% de 18 a 24 anys, un 28,6% de 25 a 44 anys, un 23,5% de 45 a 64 anys i un 10,8% majors de 65 anys. L'edat mediana era de 35 anys. Per cada 100 dones hi havia 97,9 homes. Per cada 100 dones de 18 anys o més, hi havia 97,8 homes.
La renda mediana per llar al town era de 34.271 dòlars, i la renda mediana familiar era de 36.339 dòlars. Els homes tenien una renda mediana de 26.375 dòlars enfront dels 20.972 dòlars de la de les dones. La renda per capita del town era de 14.645 dòlars. Un 13,7% de les famílies i el 16,1% de la població estaven per sota del llindar de pobresa, entre aquests el 24,3% dels menors de 18 anys i el 3,1% dels majors de 65 anys.

## Educació pública
El sistema d'educació pública de el town es compartit amb el de la propera Butler. El sistema d'escoles públiques Arapaho-Butler gestiona una escola primària (de preescolar a 6è grau) i una escola secundària (de 7è a 12è grau). Ambdues escoles estan situades a Arapaho, l'una a tocar de l'altra al nord de la 12a Avinguda Nord. Les dues escoles tenien matrículats 280 alumnes l'any 2000.